# Прут (село)
Прут — село в Україні, у Магальській сільській громаді Чернівецького району Чернівецької області. 

## Географія
Розташоване на лівому березі річки Прут, нижче Чернівців.

## Історія
З 24 серпня 1991 року село входить до складу незалежної України.

## Населення
Населення становить 397 мешканців на 2001 рік.

### Мова
Розподіл населення за рідною мовою за даними перепису 2001 року:
| Мова       | Кількість | Відсоток |
| ---------- | --------- | -------- |
| румунська  | 373       | 93.95%   |
| українська | 19        | 4.79%    |
| російська  | 5         | 1.26%    |
| Усього     | 397       | 100%     |